# Mihai-Bogdan Negoescu
Mihai-Bogdan Negoescu (n. 9 aprilie 1977) este un antreprenor și politician român, ales în 2024 deputat din partea partidului Alianța pentru Unirea Românilor (AUR). Înainte de a intra în politică, Negoescu a lucrat în sectorul agricol și vânzări din România. 

## Tinerețe și educație
Mihai-Bogdan Negoescu s-a născut pe 9 aprilie 1977 în Republica Socialistă România. Tatăl său a fost Nicolae Negoescu (murit 2000), profesor de matematică și președinte al filialei Timiș a Partidului România Mare (PRM) la sfârșitul anilor 1990, partid condus la nivel național la acea vreme de Corneliu Vadim Tudor.
Între 1991 și 1995, Negoescu a urmat cursurile Colegiului Național „Constantin Diaconovici Loga” din Timișoara, pe care l-a absolvit ca șef de promoție, cu media generală 9,94 și media 10 la examenul de bacalaureat. Pe urmă, între 1995 și 1999, și-a continuat formarea academică la Facultatea de Științe Economice, specializarea finanțe și asigurări, din cadrul Universității de Vest din Timișoara, obținând diploma de licență tot ca șef de promoție, cu media generală 9,79 și media 10 la examenul de licență.
Între 2000 și 2002 a urmat studii postuniversitare la aceeași instituție, obținând titlul de master în politici economice. Pe lângă limba sa maternă, româna, Negoescu vorbește fluent engleza și are cunoștințe de germană și franceză.

## Carieră profesională
În timpul carierei sale, Negoescu a fost implicat în sectorul agricol. În iulie 2009, el a inaugurat în județul Timiș primul automat de lapte proaspăt, permițând consumatorilor să achiziționeze direct de la fermă, fără intermediari. Profitând de interesul crescut al fermierilor, în februarie 2010 a demarat proiectul „JOIANA”, o soluție de automatizare a vânzării pentru producătorii mici, menită să le extindă vizibilitatea pe piață.
Sub coordonarea sa, în octombrie 2011 a fost instalat în Timișoara primul automat de ouă ecologice din România, o premieră care a atras atenția consumatorilor preocupați de produsele bio. În octombrie 2015, Negoescu a consolidat modelul de afaceri prin lansarea a trei noi automate de lapte muls direct din propria fermă, în județul Arad, extinzând astfel rețeaua regională și reducând dependența fermierilor de canalele tradiționale de distribuție.

## Carieră politică
Negoescu s-a alăturat partidului Alianța pentru Unirea Românilor (AUR), nou înființat, condus de activistul civic George Simion, la sfârșitul 2019, nemaifiind înregimentat până atunci în vreun partid. La alegerile locale din 2024 pe 9 iunie, Negoescu a fost ales membru al al Consiliului Județean Timiș, preluând mandatul pe 4 noiembrie.

### Deputat (2024–prezent)

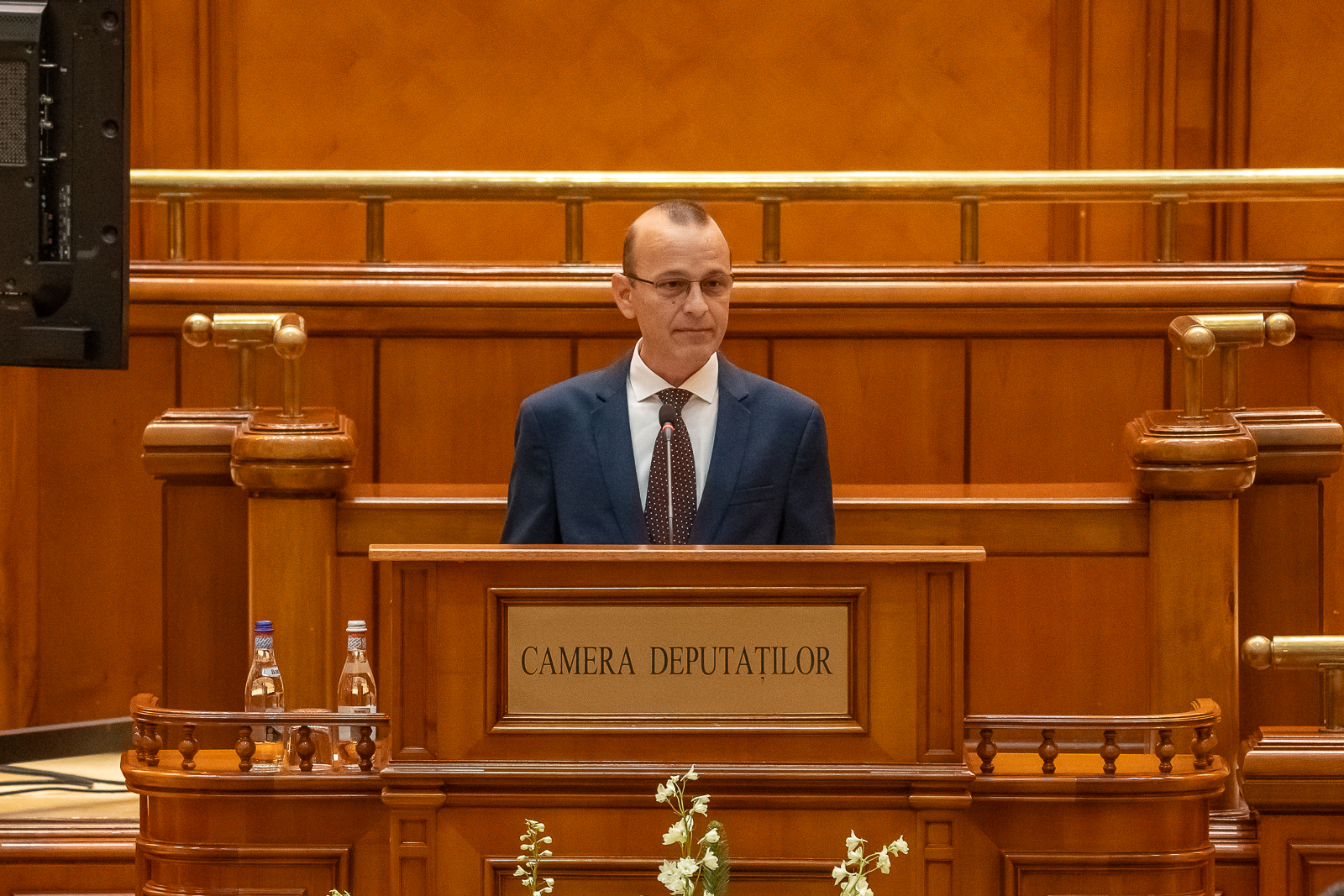
Negoescu depunând jurământul de deputat, 21 decembrie 2024

În urma alegerilor parlamentare din 2024 pe 1 decembrie, Negoescu a fost ales membru al Camerei Deputaților, în circumscripția nr. 37 Timiș, preluând mandatul pe 21 decembrie. Ca deputat este secretar atât al grupului parlamentar AUR și membru al Comisiei pentru politică economică, reformă și privatizare, precum și Comisiei pentru muncă și protecție socială. În plus, Negoescu face parte din grupurile parlamentare de prietenie pentru Austria și Ecuador, al cărora din urmă este președinte. În martie 2025, a participat la o demonstrație de susținere a lui Călin Georgescu în urma anulării alegerilor prezidențiale din 2024 în decembrie.
Începând cu august 2025, Negoescu a depus patru declarații politice scrise, a inițiat 10 propuneri legislative, un proiect de hotărâre și trei moțiuni.